# پایگاه هوایی اسکوانتوم
پایگاه هوایی اسکوانتوم (به انگلیسی: Naval Air Station Squantum) یک فرودگاه نظامی است که یک باند فرود آسفالت دارد. این فرودگاه در شهر کوئنسی، ماساچوست کشور ایالات متحده آمریکا قرار دارد و در ارتفاع ۲ متری از سطح دریا واقع شده‌است.